# Volksbank-Raiffeisenbank im Kreis Rendsburg
Die Volksbank-Raiffeisenbank im Kreis Rendsburg eG war eine genossenschaftliche Universalbank mit Sitz in Osterrönfeld. Die Bank hat zum 1. Januar 2019 mit der Schleswiger Volksbank eG zur VR Bank Schleswig-Mittelholstein eG fusioniert.

## Geschichte
Die 'Volksbank-Raiffeisenbank im Kreis Rendsburg e.G. wurde zum 1. Januar 2000 gegründet. Das Institut entstand aus der Fusion zwischen der Raiffeisenbank Nortorf e.G. und der Volksbank-Raiffeisenbank Rendsburg e.G. 
Die Raiffeisenbank Nortorf e.G. entstand im Jahre 1970 durch die Fusion der Spar- und Darlehenskassen Bargstedt (gegründet 5. März 1898), Brammer (gegründet 30. Dezember 1921), Dätgen (gegründet 13. Mai 1907), Groß Vollstedt (gegründet 17. März 1911), Krogaspe (gegründet 13. Februar 1922), Langwedel (gegründet 5. April 1899) Schülp bei Nortorf (gegründet 14. Juni 1921) und Timmaspe (gegründet 9. Juni 1921). Fusionen mit weiteren Genossenschaftsbanken erfolgten 1985 – Raiffeisenbank Gnutz, 1990 – Raiffeisenbank Aukrug, 1996 – Raiffeisenbank Felde.
Die Gründung der Volksbank-Raiffeisenbank Rendsburg e.G. wird wie folgt dokumentiert:
Im Jahre 1919 wurde in Osterrönfeld die erste Spar- und Darlehnskasse gegründet. Fusionen erfolgten 1965 mit der Spar- und Darlehnskasse Schülldorf und 1970 mit der Spar- und Darlehnskasse Ostenfeld. Im Jahr 1973 erfolgte die Umfirmierung in die Raiffeisenbank e.G. Osterrönfeld. Durch die Fusionen in 1987 von den Raiffeisenbanken Fockbek/Nübbel und 1989 mit der Raiffeisenbank Borgstedt entstand die Raiffeisenbank Rendsburg e.G. mit dem Sitz in Osterrönfeld. Im Jahre 1993 fusionierte die Raiffeisenbank Rendsburg e.G. mit der Rendsburger Volksbank e.G. und übernahm gleichzeitig die Landkreditbank in Rendsburg und nannte sich dann Volksbank-Raiffeisenbank Rendsburg e.G. mit dem Sitz in Rendsburg. Der "älteste Zweig" der heutigen Volksbank-Raiffeisenbank im Kreis Rendsburg e.G. stammt aus Bargstedt und ist aus dem Jahr 1898.

## Geschäftsstellen
Die Volksbank-Raiffeisenbank im Kreis Rendsburg eG war im Kreis Rendsburg-Eckernförde mit 11 Geschäftsstellen vertreten.

## Regionales Engagement
Die Volksbank-Raiffeisenbank im Kreis Rendsburg eG, gemeinsam mit den Gemeinden Bargstedt, Bokel, Borgdorf-Seedorf, Brammer, Dätgen, Eisendorf, Ellerdorf, Emkendorf, Gnutz, Groß Vollstedt, Krogaspe, Oldenhütten, Schülp b.N., Timmaspe, Warder, die Stadt Nortorf sowie die Sparkasse Mittelholstein AG fördert Bürgerstiftung Nortorfer Land und Unterstützung weiterer förderungswürdiger Einrichtungen.